# 1964年東京オリンピックの閉会式

東京オリンピック閉会式

1964年東京オリンピックの閉会式（1964ねんとうきょうオリンピックのへいかいしき、英語: 1964 Summer Olympics closing ceremony）は、東京オリンピック大会最終日の1964年（昭和39年）10月24日（土曜日）に国立競技場で行われた。
オリンピックの閉会式は通常日曜日に行われるが、東京大会は15日間の日程であったので最終日が土曜日となった。

## 概要
東京オリンピックの最終日は国立競技場で馬術競技が行われ、競技終了後、昭和天皇・香淳皇后が出席して閉会式が行われた。すっかり日が沈みかけて夕闇が迫る国立競技場に開会式と同じようにオリンピックマーチが演奏されてすぐに入場行進が始まった。

## 入場行進
入場行進は、開会式と同じように防衛大学生が持つプラカードと各国の旗手だけが国旗を持って入場し、最後の日本選手の日の丸の国旗の後に整然と国別に行進するため、各国の選手団が国立競技場に入る前に国別に整列し入場を待つ予定であった。しかし、全ての競技を終えてリラックスした各国の選手団が係員の指示に従わず、その結果入り乱れたままになって、そのままで閉会式になだれ込むような形になった。
解き放たれたように、各国の選手たちは入り乱れたままばらばらに行進していった。国旗を持つ旗手の行進の最後尾は開催国日本の福井誠（競泳）であったが、すぐ後ろを行進する選手たちが彼を肩車して行進し、様々な国の選手が入り混じり腕や肩を組み合い入場する、かつて見られなかった形となった。
国立競技場に入場した後も選手の中にはお互いの姿をカメラで撮影 したり、公式スーツではなく競技用ユニフォーム で参加する者もいた。さらに別の国の選手を肩車で担いだり、列になり踊る選手がいるなど秩序が無いものとなったが、そのために却ってまさに「平和の祭典」を体現した和気あいあいとした雰囲気のものとなった。こうした自由な入場スタイルは1956年のメルボルン大会で初めて採用されたものだが、人気競技である陸上の日程の多くが前半で終了し、選手たちが帰国したことも手伝って盛り上がりを欠いた。1960年のローマ大会では前回大会の反省を踏まえ、陸上競技の日程を後半に組み、また閉会式も厳かなスタイルに戻した。しかし、東京大会では、後に「式典の神様」と呼ばれるようになる日本体育協会式典部長の松沢一鶴が中心となって、選手村の宿泊費などの費用を日本が負担し、選手たちが喜ぶイベントを仕掛けるなど、選手をできる限り閉会式まで引き留めるアイデアを実施した。そして、閉会式が訪れると、松沢は組織委員の矢田喜美雄が提案した仰天プランを決行した。男子マラソン金メダリストのアベベ・ビキラを先頭に、国、人種、性別の垣根を超え、選手が一団となって入場したのである。これが好評を得たこともあり、その後のオリンピックではこの「東京式」が採用されるようになった。
この様子をテレビ中継で見た喜納昌吉がインスパイアされて制作したのが『花〜すべての人の心に花を〜』である。
日本選手団は各国選手が全て入場した後に、一団となって組織された行進 で入場した。前の方はメダルを獲得した選手の集団で女子バレーボールや女子体操の選手も入り、緊張感はなく終わった安堵感を漂わせながら行進して行った。
このとき、NHKテレビで実況を担当した土門正夫は予定外の状況に戸惑い（後に『ありゃ、これは何なんだ』と入場行進で入ってきた選手を見て仰天したことをテレビ番組で語っている）、カメラに映し出される情景を随時伝えていった。予定されていたプログラムと大きくかけ離れたことから、予定にない実況を行うこととなったため、他の中継スタッフともども大変な放送をしてしまったという思いを抱いていたが、終了後に渋谷のNHK放送センターに戻ると、他の職員たちから賞賛の拍手を受けることになったという。
なお、10月10日の東京オリンピック開会式にイギリス領北ローデシアとして参加したザンビアは、閉会式の日にイギリスから独立し、新国名のプラカードと新国旗を手に入場行進 した。

## 式典
入場行進が終わってからオリンピック憲章に従い、オリンピック発祥の地ギリシャ・日本・次回開催国メキシコの国旗が国歌の演奏とともに掲揚され、大会組織委員会会長の安川第五郎の挨拶、そして、国際オリンピック委員会（IOC）会長のアベリー・ブランデージが閉会の宣言 をし、そして東京オリンピック賛歌 の合唱とともに聖火が静かに消えていった。
15日間にわたって掲揚されていた五輪旗がオリンピック賛歌の合唱とともに降ろされて、競技場内を一点の照明に照らされながら去っていった。やがて、蛍の光が流れて女子大生たちが持つ松明の火が点々と帯のように灯され、電光掲示板に「SAYONARA（さよなら）」「WE MEET AGAIN IN MEXICO（メキシコでまたお会いしましょう） 1968」と表示された。この後、再びオリンピックマーチが流れて、各国選手団はまた賑やかにお祭り騒ぎのように陽気に踊りながら、競技場を去って行った。観客たちはしばらく夜空に打ち上げられた花火を見ながら興奮の余韻に浸っていた。

## テレビ実況
| テレビ局                            | 実況     | ゲスト   |
| ----------------------------------- | -------- | -------- |
| NHK総合テレビ                       | 土門正夫 |          |
| 日本テレビ                          | 金原二郎 | 川本信正 |
| TBS                                 | 山田二郎 | 藤浦洸   |
| フジテレビ                          | 鳥居滋夫 | 木下惠介 |
| 東京12チャンネル （現：テレビ東京） | 宮本隆司 | 入江徳郎 |